# Willard Wheatley
Willard Wheatley (16 juillet 1915-22 janvier 1997) est un homme politique, chef du gouvernement des îles Vierges britanniques de 1971 à 1979. 

## Biographie
Willard Wheatley est né le 16 juillet 1915 à Tortola. Il est enseignant pendant de nombreuses années, puis devient fonctionnaire au bureau du Premier Ministre et au Ministère des Ressources naturelles. En 1971, il se retire de la fonction publique et est élu pour la première fois à l'Assemblée législative des Îles Vierges britanniques où il est le seul député indépendant. Il s'allie alors avec le Parti démocratique des Îles Vierges et le Parti Uni pour former une coalition qui le soutient pour devenir le nouveau Ministre en chef des Îles Vierges britanniques. Avec son gouvernement, il développe alors une politique massive de recrutement au sein de la fonction publique et en rééquilibrant les postes vers des îles délaissées du territoire. 
En 1975, Willard Wheatley est de nouveau candidat avec le soutien du Parti Uni, mais bien que le Parti des Îles Vierges de Hamilton Lavity Stoutt arrive en tête, Willard Wheatley arrive à conserver le soutien du Parti démocratique des Îles Vierges et se maintient comme Ministre en chef des Îles Vierges britanniques.
En 1979, Willard Wheatley est réélu, mais c'est le Parti des Îles Vierges de Hamilton Lavity Stoutt qui arrive en tête, ce dernier devient Ministre en chef des Îles Vierges britanniques pour la deuxième fois. Il reste le dirigeant du Parti Uni. Il est réélu pour la dernière fois en 1983, mais perd les élections de 1986, 1990 où il se présentait sous l'étiquette du Parti démocratique populaire progressiste. Il se présente une dernière fois en indépendant en 1995 et perd à nouveau. Il meurt deux ans après.